# 谷正純
谷 正純（たに まさずみ、1952年または1953年 - 2025年4月5日）は、宝塚歌劇団の演出家。日本大学芸術学部映画学科出身。東京都出身。

## 来歴・人物
映画が好きで、映画監督志望だったが、菅沼潤、正塚晴彦といった日芸の先輩が宝塚歌劇団に入っていた関係で、学校に演出助手の募集があり、宝塚歌劇団は宝塚映画とは関係が深いので「そこから宝塚映画へ行けるかもしれない」という動機で応募した。
大学在学中には、日本テレビでアルバイトをしており、『ベルサイユのばら』の取材に携わったこともある。
1979年、宝塚歌劇団に入団。同期生には、石田昌也がいる。
1986年宝塚バウホール公演『散る花よ、風の囁きを聞け』（花組）で演出家デビュー。大劇場デビューは1990年の「秋…冬への前奏曲」。植田紳爾の作風を受け継ぐ演出家で、歴史・恋愛ものの大作が多い正統派の「宝塚らしい」タイプである。主役の一人称も「僕」が多い。
近年は「ベルサイユのばら」の演出も手がける。
作曲は吉崎憲治に一任し信頼しており、またトップスターの大劇場お披露目公演を手がける事が多い（紫苑ゆう、真矢みき、久世星佳、真琴つばさ、和央ようか、瀬奈じゅん、真飛聖など）
演出家のほか、宝塚歌劇団理事、宝塚音楽学校の演劇講師も務めている。
私生活では、元星組トップ娘役の南風まいの姉と結婚している。息子は演劇プロデューサーの谷京輔。
2025年4月5日死去。72歳没。

## 演出家像
和・洋問わず規模やスケールの大きい歴史物の芝居で手腕を発揮する一方で、以前は劇中内の登場人物が舞台上で倒れる（消される）シーンが多く、特に『望郷は海を越えて』などは、主役の和央ようか演じる九鬼海人と、花總まり演じる由布姫以外、結末までにほとんどの登場人物が倒れるなどの内容だったため、「脚本が荒い」、「人権無視だ」といった指摘や批判が相次ぐこともあった。
しかし、近年は『1914/愛』『愛と死のアラビア』のように、史実では若くして亡くなった人物の最期を描かない、できるだけ登場人物が平和な作風に変化している。また、『THE MERRY WIDOW』や『ANOTHER WORLD』のような喜劇や、落語を題材とした作品も得意としている。

## 宝塚歌劇団での舞台作品

### 脚本・演出

#### 大劇場作品
- 宝塚クラシカル・ロマンス『秋…冬への前奏曲（プレリュード）』（1990年 花組 主演：大浦みずき）[8]＊大劇場デビュー作
- 宝塚クラシカル・ファンタジー『白夜伝説』（1992年 星組 主演：紫苑ゆう）
- クラシカル・ロマンス『エールの残照』（1994年 月組 主演：天海祐希）[9]
- ミュージカル『エデンの東』（1995年 花組 主演：真矢みき）[10]
- ブロードウェイ・ミュージカル『CAN-CAN』（1996年 月組 主演：久世星佳）＊潤色・演出
- 宝塚グランドロマン『EL DORADO』（1997年 月組 主演：真琴つばさ）
- 宝塚ミュージカル・ロマン『春櫻賦』（1997年 - 1998年 雪組 主演：轟悠）
- ミュージカル『SPEAKEASY-風の街の純情な悪党たち-』（1998年 花組 主演：真矢みき）
- 宝塚ミュージカル・ロマン『バッカスと呼ばれた男』（1999年 - 2000年 雪組 主演：轟悠）[11]
- 宝塚グランド・ロマン『望郷は海を越えて』（2000年 宙組 主演：和央ようか）[12]
- 宝塚グランド・ロマン『ミケランジェロ -神になろうとした男-』（2001年 花組 主演：愛華みれ）
- 宝塚グランド・ロマン『プラハの春』（2002年 星組 主演：香寿たつき）
- 慶長グランド・ロマン『野風の笛』（2003年 花組 主演：轟悠、春野寿美礼）
- 宝塚グランド・ロマン『1914/愛』（2004年 星組 主演：湖月わたる）
- 宝塚ミュージカル・ファンタジー『JAZZYな妖精たち』（2005年 月組 主演：瀬奈じゅん）
- 宝塚舞踊詩『さくら -妖しいまでに美しいをまえ-』（2007年 星組 主演：安蘭けい）
- 宝塚ミュージカル・ロマン『愛と死のアラビア』（2008年 花組 主演：真飛聖）
- 宝塚アドベンチャー･ロマン『ZORRO 仮面のメサイア』（2009年 雪組 主演：水夏希）
- ミュージカル『ジプシー男爵 －Der Zigeuner-baron－』（2010年 月組 主演：霧矢大夢）
- ミュージカル・ファンタジー『サン＝テグジュペリ－「星の王子さま」になった操縦士（パイロット）－』（2012年 花組 主演：蘭寿とむ）
- MUSICAL『こうもり …こうもり博士の愉快な復讐劇…』（2016年 星組 主演：北翔海莉）
- RAKUGO MUSICAL『ANOTHER WORLD』（2018年 星組 主演：紅ゆずる）

#### その他劇場作品
- 江戸影絵『散る花よ、風の囁きを聞け』（1986年 花組 宝塚バウホール 主演：朝香じゅん）＊演出家デビュー作
- 王朝異聞『あかねに燃ゆる君』（1987年 花組 宝塚バウホール 主演：安寿ミラ）
- 元禄続き狂言『おもかげ草紙』（1988年・1989年 雪組 宝塚バウホール・日本青年館 主演：杜けあき）
- 江戸影絵『紫陽の花しずく』（1991年 月組 宝塚バウホール 主演：若央りさ）
- 天平夢幻譚『高照らす日の皇子』（1992年 月組 宝塚バウホール、日本青年館 主演：天海祐希）
- BOW MUSICAL COMEDY『FILM MAKING』（1993年 星組 宝塚バウホール、日本青年館 主演：真織由季）
- ミュージカル・セレブレーション『LE MISTRAL』（1994年 - 1995年 月組 ドラマシティ 主演：天海祐希）
- 寛永鎖国秘話『アナジ』（1996年 雪組 宝塚バウホール、日本青年館 主演：轟悠）
- 幕末悲話『武蔵野の露と消ゆとも』（1997年 星組 宝塚バウホール、日本青年館 主演：麻路さき）
- 天正異聞『ささら笹舟』（2000年 雪組 宝塚バウホール 主演：貴城けい）
- バウ人情噺『なみだ橋 えがお橋』（2003年 月組 宝塚バウホール、日本青年館 主演：月船さらら）
- バウ人情噺『くらわんか』（2005年 花組 宝塚バウホール 主演：蘭寿とむ・愛音羽麗）
- バウ人情噺『やらずの雨』（2006年 雪組 宝塚バウホール 主演：音月桂）
- バウ・ミュージカル『UNDERSTUDY』（2006年 宙組 宝塚バウホール 主演：七帆ひかる）
- ミュージカル『Kean（英語版）』（2007年 星組 日生劇場 主演：轟悠）＊潤色・演出
- BOW MUSICAL『CODE HERO/コード・ヒーロー』（2010年 花組 宝塚バウホール、日本青年館 主演：朝夏まなと）
- ミュージカル『SAMOURAI』（2011年 - 2012年 雪組 ドラマシティ、日本青年館 主演：音月桂）
- MUSICAL『THE MERRY WIDOW』（2013年 月組 ドラマシティ、日本青年館 主演：北翔海莉）
- 浪華人情物語『銀二貫 -梅が枝の花かんざし-』（2015年 雪組 宝塚バウホール 主演：月城かなと）
- Bow musical『FALSTAFF 〜ロミオとジュリエットの物語に飛び込んだフォルスタッフ〜』（2016年 月組 宝塚バウホール 主演：星条海斗）[13]
- MUSICAL FANTASY『CAPTAIN NEMO …ネモ船長と神秘の島…』（2017年 雪組 日本青年館、ドラマシティ 主演：彩風咲奈）
- ミステリアス・ロマン『マスカレード・ホテル』（2020年 花組 ドラマシティ、日本青年館 主演：瀬戸かずや）
- バウ・ミュージカル『LOVE AND ALL THAT JAZZ』…ベルリンの冬、モントリオールの春…（2021年 月組 宝塚バウホール 主演：風間柚乃）

### 演出のみ

#### 大劇場作品

##### 1990年代
- 宝塚グランドロマン『風と共に去りぬ』（1994年 月組 主演：天海祐希 / 雪組 主演：一路真輝）[14]
- 宝塚グランドロマン『国境のない地図』（1995年 星組 主演：麻路さき）
- 宝塚ミュージカル・ロマン『虹のナターシャ』（1996年 雪組 主演：高嶺ふぶき）[15]
- 宝塚グランド・ロマン『我が愛は山の彼方に』（1999年 星組 主演：稔幸）[16]

##### 2000年代
- 宝塚グランドロマン『ベルサイユのばら』（2001年 星組 主演：稔幸 / 宙組 主演：和央ようか）
- 宝塚グランドロマン『ベルサイユのばら』（2006年 星組 主演：湖月わたる / 雪組 主演：朝海ひかる）

##### 2010年代
- 宝塚グランドロマン『風と共に去りぬ』（2013年 宙組 主演：凰稀かなめ）
- 宝塚グランドロマン『ベルサイユのばら』（2014年 宙組 主演：凰稀かなめ）

#### その他劇場作品

##### 1990年代
- 宝塚グランドロマン『風と共に去りぬ』（1997年 花組 全国ツアー 主演：真矢みき / 1998年 雪組 全国ツアー 主演：轟悠）
- バウ・ミュージカル『心中・恋の大和路』（1998年・1999年 雪組 宝塚バウホール・日本青年館 主演：汐風幸）＊潤色・演出[17]

##### 2000年代
- 宝塚グランドロマン『風と共に去りぬ』（2001年 星組 全国ツアー 主演：稔幸 / 2002年 花組・雪組 日生劇場 主演：轟悠 / 2004年 宙組 全国ツアー 主演：和央ようか）
- 宝塚グランド・レビュー『ジャワの踊り子』（2004年 月組 全国ツアー 主演：彩輝直 / 花組 全国ツアー 主演：春野寿美礼）
- 宝塚グランドロマン『ベルサイユのばら』（2005年 星組 全国ツアー、韓国公演 主演：湖月わたる / 2006年 雪組 全国ツアー 主演：水夏希）
- バウ・ワークショップ『ホフマン物語』（2008年 月組 宝塚バウホール 主演：青樹泉・明日海りお）＊脚本・演出[18]

##### 2010年代
- 宝塚グランドロマン『風と共に去りぬ』（2014年・2015年 月組 梅田芸術劇場メインホール・中日劇場 主演：轟悠、龍真咲 / 2014年 星組 全国ツアー 主演：紅ゆずる）
- 宝塚グランドロマン『ベルサイユのばら』（2014年 雪組 全国ツアー 主演：早霧せいな / 2014年・2015年 花組 中日劇場・梅田芸術劇場メインホール、台湾公演 主演：明日海りお / 2014年 宙組 全国ツアー 主演：朝夏まなと）
- ミュージカル『心中・恋の大和路』（2014年 雪組 ドラマシティ、日本青年館 主演：壮一帆）＊潤色・演出[17]

##### 2020年代
- ミュージカル『心中・恋の大和路』～近松門左衛門「冥途の飛脚」より～（2022年 雪組 ドラマシティ、日本青年館 主演：和希そら）＊潤色・演出[17]
- 宝塚グランドロマン『ベルサイユのばら』－フェルゼン編－（2024年 雪組 主演：彩風咲奈）[19]

### ディナーショー
- 麻乃佳世・白城あやかディナーショー『SO LONG』（1995年）
- 愛華みれディナーショー『LA GARE』（1999年 ホテル阪急インターナショナル、パレスホテル、ホテルナゴヤキャッスル、呉阪急ホテル）

### イベントの構成・演出
- ’96TCAスペシャル『メロディーズ・アンド・メモリーズ』（1996年 宝塚大劇場）＊共同演出
- 歌劇「花の道より」300回記念『タカラヅカ・フォーエバー』（1997年 宝塚大劇場）＊共同演出
- 『レビュー・スペシャル’99』（1999年 宝塚大劇場）＊共同演出
- TCAスペシャル2000 白井鐵造生誕100年記念『KING OF REVUE』（2000年 宝塚大劇場）＊共同演出
- 吉崎憲治オリジナルコンサート『TAKARAZUKA FOREVER』（2002年 宝塚大劇場）＊共同演出
- 小林一三没後50年追悼スペシャル『清く正しく美しく』（2007年 宝塚大劇場）＊共同演出

## 宝塚歌劇団以外での主な作品

### コンサート
- 紫苑ゆうリサイタル『True Love』（2009年）
- 峰さを理追悼 チャリティコンサート『愛の旅立ち』（2022年、2023年）[20]

### 公演
- 『心中・恋の大和路』（2007年）
- 堺少女歌劇団 『School Camp』(2020年)
- 『ベルサイユのばら50～半世紀の軌跡～』（2024年）[21]